# Greta Ferušić
Greta Ferušić Weinfeld (Novi Sad, Reino de los Serbios, Croatas y Eslovenos, 26 de junio de 1924 - Sarajevo, Bosnia y Herzegovina, 23 de enero de 2022) fue una  arquitecta y profesora universitaria, profesora de arquitectura de la Universidad de Sarajevo y superviviente de Auschwitz y el sitio de Sarajevo.

## Holocausto
Nació y se crio en Novi Sad. En abril de 1944, de 19 años de edad, con sus padres, dos tías y un tío fueron enviados al campo de exterminio de Auschwitz. Cuando el campo fue liberado por el Ejército Rojo el 27 de enero de 1945, pesaba solamente 33 kg. Es la única integrante de su familia que sobrevivió el Holocausto.

## Después del Holocausto
Después de la guerra, regresó a Yugoslavia,Estudió arquitectura en la Universidad de Belgrado donde conoció a Seid Ferušić, un bosníaco musulmán secular, con quien se casó y mudó a la ciudad de Sarajevo en 1952. En la Universidad y Escuela de Arquitectura de Sarajevo fue la primera mujer en obtener un título Profesor universitario. Más tarde, llegó a ser decana de la Escuela de Arquitectura de la misma y participó dirigiendo varios proyectos de arquitectura en Yugoslavia.

## Sitio de Sarajevo
Rechazando ser reubicada cuando el asedio a Sarajevo empezó en abril de 1992, ella y su marido decidieron compartir su destino con el de la ciudad, pero insistiendo que su hijo, su esposa y sus niños saliesen de la ciudad cuando un convoy especial para evacuar a los judíos de la ciudad fue organizado el 15 de noviembre de 1992 por el American Jewish Joint Distribution Commitee. Fue entrevistada para el canal bosníaco Hayat TV en 1994 para un documental llamado Od Auscwitza do Sarajeva ("De Auschwitz a Sarajevo").
En febrero de 2004, a ella le fue otorgada la Cruz de Auschwitz (Krzyż Oświęcimski), una condecoración polaca otorgada para honrar a supervivientes de campamentos de concentración Nazi. Ha sido la última persona en recibir esta medalla.

## Greta
En 1997, Haris Pašović produjo y dirigió una película biográfica sobre su vida, titulada Greta. Los productores de la película recibieron una subvención de la Charles Stewart Mott Foundation para transformar el formato del documental de uno de vídeo a formato de película de 35mm. El documental ha sido mostrado en diversos festivales de cine, como Aviñón, Nueva York, Londres, Ámsterdam, San Francisco, Roma, Estocolmo, Sarajevo, Ljubljana y otros.